# Blackburn Roc
El Blackburn Roc (designación de compañía B-25) fue un caza naval diseñado y producido por la compañía aeronáutica británica Blackburn Aircraft. Toma su nombre del mítico pájaro de los cuentos de Las mil y una noches, el Roc. Fue operado por el Arma Aérea de la Flota (Fleet Air Arm, FAA) y estuvo en servicio durante la Segunda Guerra Mundial.
El Roc fue diseñado según la Especificación del Ministerio del Aire O.30/35 y estaba derivado desde el bombardero en picado/caza Blackburn Skua, siendo desarrollado en paralelo con él. A diferencia del Skua, el Roc llevaba su armamento en una torreta. Se subcontrató una gran proporción del trabajo con otro constructor aeronáutico, Boulton Paul, que también había diseñado su propio caza con torreta, el Boulton Paul Defiant. El 23 de diciembre de 1938, el prototipo del Roc realizó su primer vuelo. Las pruebas pronto revelaron que tenía una velocidad máxima relativamente baja de 359 km/h. La versión de flotadores del Roc era incluso más lenta, provocando la cancelación de los planes de equipar a los escuadrones de hidroaviones con el modelo. Se discutió la cancelación del proyecto, pero este movimiento se descartó en gran medida debido al más amplio impacto en la producción de aviones.
En abril de 1939, la versión convencional del Roc entró en servicio con la FAA. El modelo estuvo presente durante la Campaña de Noruega, así como en las Operaciones Dinamo y Ariel, las evacuaciones de las fuerzas aliadas desde Dunkerque y desde otros puertos franceses. Pronto se vio al Roc como inferior a otros aviones existentes, como el Skua, y el modelo tuvo una carrera limitada en primera línea. La única victoria aérea confirmada del Roc ocurrió el 28 de mayo de 1940, cuando un aparato en patrulla del 806 Naval Air Squadron, pilotado por el Guardia marina A. G. Day, derribó un bombardero Junkers Ju 88 desde abajo. Hacia el final de 1940, el Roc había sido relegado a realizar tareas de rescate aeronaval y de remolcado de blancos. Después de este punto hubo enfrentamientos esporádicos, sin logros sustanciales. El Roc fue retirado durante 1943.

## Diseño y desarrollo

### Antecedentes
El 31 de diciembre de 1935, el Ministerio del Aire emitió la Especificación O.30/35, que solicitaba un caza con torreta embarcado para el Arma Aérea de la Flota (FAA). El equipo de diseño de Blackburn Aircraft estaba encabezado por G. E. Petty. Se decidió proseguir con un derivado de su nuevo bombardero en picado Skua, del que el Arma Aérea de la Flota había encargado dos prototipos anteriormente en el mismo año. Existían varias diferencias sustanciales, sobre todo que el Skua no usara una torreta; el fuselaje fue ensanchado en la sección central para acomodarla.
El constructor aeronáutico rival Boulton Paul propuso el P.85, una versión rediseñada de su caza terrestre con torreta P.82 (para la Especificación F.9/35, que entraría en servicio como "Defiant"), propulsada alternativamente por un motor radial Bristol Hercules o por un motor lineal Rolls-Royce Merlin. Aunque se esperaba que el "Sea Defiant" fuera 137 km/h más rápido, el Ministerio del Aire decidió seleccionar en su lugar la propuesta de Blackburn.
Similar al Skua, el B-25 Roc era un biplaza monoplano en voladizo de ala baja de construcción enteramente metálica. Estaba equipado con un tren de aterrizaje de rueda de cola retráctil y sus alas podían plegarse para facilitar el almacenaje a bordo de los portaaviones. Disponía de puntos de unión para un tren de flotadores como estándar, a diferencia del Skua. El Roc también retenía los frenos de picado alares presentes en el Skua, pero el plano principal estaba rediseñado con un ligero diedro para eliminar las puntas alares dobladas hacia arriba. Estaba propulsado por un motor radia Bristol Perseus que movía una hélice tripala. Entre otros, el fuselaje trasero albergaba equipo marino, incluyendo un dingui plegable.
El armamento principal del Roc era la misma torreta artillada de accionamiento eléctrico Boulton Paul Type A que usaba el Defiant, con cuatro ametralladoras Browning de 7,7 mm. La torreta podía girar en cualquier dirección y las armas podían elevarse hasta 85° desde la horizontal; este movimiento se controlaba a través de una columna de control. La torreta se accionaba hidráulicamente a través de una bomba eléctrica, las armas se disparaban eléctricamente y disponían de un interruptor automático integrado para evitar que la cola o la hélice fueran alcanzados. El armamento adicional incluía dos bombas de 110 kg y ocho bombas de prácticas, llevadas en soportes para bombas bajo cada ala; también tenía provisión para un estrecho depósito externo de combustible de 70 galones en la parte inferior del fuselaje central.
El 28 de abril de 1937, el Ministerio del Aire realizó un encargo "desde la mesa de dibujo" de 136 aviones Roc. Como Blackburn ya tenía completo el libro de encargos con el Skua y el torpedero Botha, se decidió subcontratar el diseño en detalle y la producción del avión con Boulton Paul en Wolverhampton; a este acuerdo le ha sido atribuida la tardía entrega del propio avión con torreta de la compañía, el Defiant.

### En vuelo

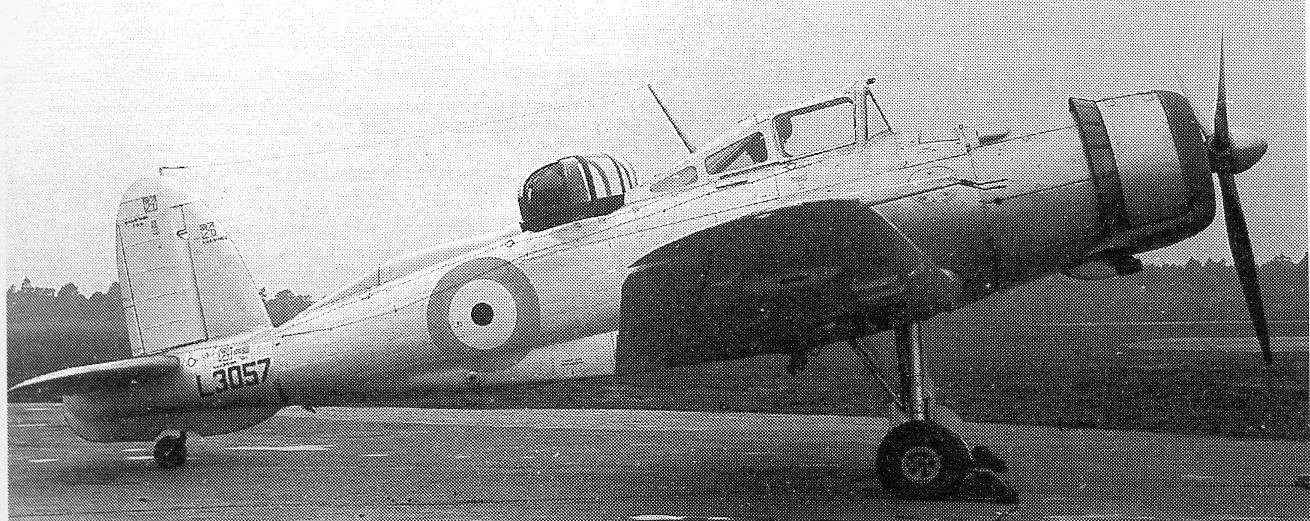
El prototipo del Roc, mayo de 1939.

El 23 de diciembre de 1938, el prototipo del Roc realizó su primer vuelo en manos del piloto de pruebas H. J. Wilson. Las pruebas del contratista fueron realizadas en Brough y después de las mismas, en marzo de 1939, el avión fue entregado al Establecimiento Experimental de Aeroplanos y Armamento (Aeroplane and Armament Experimental Establishment, A&AEE), en RAF Martlesham Heath, para las pruebas de manejo y armamento. También se evaluaron las primeras modificaciones, como la hélice alternativa a la suministrada por de Havilland. Las primeras pruebas de vuelo revelaron que su manejo no sólo era aceptable, sino superior al del Skua; aunque no adecuado para maniobras acrobáticas, demostró su estabilidad en los picados pronunciados. El avión también mostró pobres prestaciones en algunas áreas, en particular su velocidad máxima, que era de sólo 359 km/h.
En ese momento, algunos responsables ya se habían percatado de que las prestaciones del Roc serían inadecuadas; en octubre de 1938, el Quinto Lord Naval (el Jefe del Servicio Aéreo Naval) Alexander Ramsay emitió la recomendación de que el Roc fuera abandonado. Se permitió continuar la producción ya que la cancelación del proyecto habría causado demasiado trastorno para Boulton Paul; se establecieron planes para adaptar el avión para que realizara tareas de remolcado de blancos y otras secundarias.
Al igual que su papel principal como caza embarcado, también se requirió del Roc que fuera capaz de operar como hidroavión. Se diseñó un equipo de conversión que permitiera instalar un juego de flotadores procedente del Blackburn Shark. Estos flotadores, que estaban compuestos en su mayor parte de Alclad, fueron equipados con timones acuáticos operados neumáticamente que estaban conectados directamente con el sistema de frenos convencional del avión; la rueda de cola también fue reemplazada por un anillo de amarre.
Durante las pruebas, el primer avión convertido mostró inestabilidad direccional y, durante diciembre de 1939, se estrelló en el Establecimiento Experimental Aeronaval de Helensburgh, a donde había sido transferido al comienzo de la guerra. Las pruebas continuaron usando el otro avión convertido, con esfuerzos particulares en resolver su inestabilidad. Aunque la adición de una aleta ventral agrandada resolvió el problema en gran medida, el efecto de los flotadores en las prestaciones del avión era demasiado grande para ignorarlo, ya que la velocidad máxima cayó a sólo 311 km/h, por lo que los planes de formar un escuadrón equipado con hidroaviones Roc fueron abandonados. Durante 1942, el hidroavión Roc fue evaluado de nuevo para determinar si el avión podía ser útil como remolcador de blancos para la flota, reemplazando a los hidroaviones Blackburn Shark en la tarea. El hidroavión Roc también fue rechazado para esta tarea, resultando en que los requerimientos de la flota de remolcadores de blancos fueran, en su lugar, cubiertos por aviones terrestres, como el Miles Martinet. En agosto de 1940, la producción del Roc había cesado y los recursos de fabricación habían sido desviados hacia aviones más capaces como el Fairey Fulmar y el Hawker Sea Hurricane.

## Historia operacional

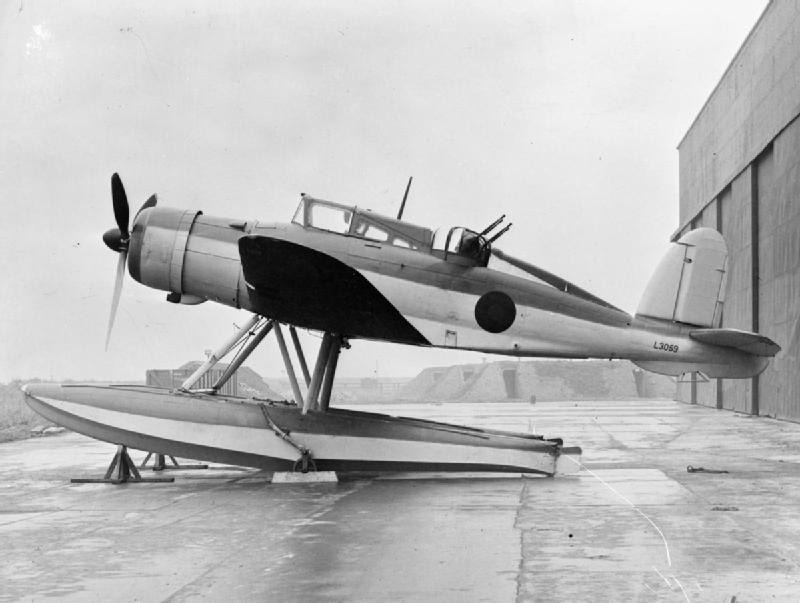
El prototipo del Roc Seaplane, el L3059.

Durante abril de 1939 se comenzaron los preparativos para la entrada del Roc en servicio de escuadrón; ese mismo mes se entregó el quinto avión de producción a la Escuela de Vuelo Central para asistir en la familiarización del personal. Más tarde, el mismo año, comenzaron las entregas de Roc a los Escuadrones Aeronavales 800 y 803, equipados con Skua, complementando con tres o cuatro Roc a los mismos. Cuando el 803 Squadron fue reubicado en RAF Wick, en el norte de Escocia, para proporcionar cobertura de caza a la Base Naval de Norfolk en Scapa Flow en las Islas Orcadas, los Roc demostraron ser inefectivos; fueron descritos por el jefe de escuadrón como un "obstáculo constante", solicitando que el modelo fuese reemplazado por Skua adicionales.
Durante la campaña aliada en Noruega, un pequeño contingente de Roc viajó con los Escuadrones Aeronavales 800 y 801 a bordo del HMS Ark Royal (en ese momento, el 803 Squadron ya había abandonado sus Roc para convertirse en un escuadrón sólo de Skua). En el teatro noruego fueron usados para realizar patrullas aéreas de combate sobre la flota, pero se consideraron de poca utilidad, mostrando unas prestaciones inadecuadas cuando interceptaban aviones alemanes.
Los Skua y Roc operaron sobre el Canal de la Mancha durante el verano de 1940 en las Operaciones Dinamo y Ariel, las evacuaciones de las fuerzas aliadas desde Dunkerque y otros puertos franceses. La que se cree única victoria aérea confirmada del Roc sucedió el 28 de mayo de 1940, cuando un Roc en patrulla del 806 Naval Air Squadron, volado por el Guardiamarina A. G. Day, junto con dos Skua, interceptó cinco Junkers Ju 88 que estaban atacando un convoy frente a Ostende en Bélgica. Volando por debajo de los Junkers mientras que los Skua atacaban desde arriba, el Roc de Day destruyó un Ju 88 antes de regresar a salvo a RAF Detling. El 12 de junio, los Roc y Skua del 801 Naval Air Squadron ametrallaron y bombardearon en picado Schnellboot alemanas en la bahía de Boulogne-sur-Mer, dañando varias de ellas. El 20 de junio, se usaron los Skua y Roc para bombardear posiciones artilladas en el Cabo Gris-Nez.
El Roc fue relegado a realizar tareas de rescate aeromarítimo y remolcado de blancos en varias localizaciones. La mayor parte de los aviones fue enviada desde la línea de producción a escuadrones de segunda línea. La Unidad de Cooperación Antiaérea N.º 2 en Gosport recibió 16 Roc para reemplazar sus Blackburn Shark durante junio de 1940. El modelo fue desplegado comúnmente en patrullas de rescate, buscando supervivientes de barcos hundidos y aviones derribados en el Canal.
El 26 de septiembre de 1940, durante una de esas patrullas, el Oficial Piloto D. H. Clarke y su artillero, el Sargento Hunt, trabaron combate contra un hidroavión Heinkel He 59, también en misión de rescate, que les había disparado primero. Los dos aviones intercambiaron fuegos hasta que alcanzaron la costa de Francia, donde el Heinkel escapó con daños. Algunos Roc fueron enviados a lugares distantes como a las Bermudas, siendo retirado del servicio el último par de aviones operativos durante junio de 1943. Los últimos cuatro Roc destinados en HMS Daedalus en Gosport sobrevivieron hasta junio de 1944, todos en estado de vuelo, usándose todavía sus torretas en la defensa antiaérea.

## Operadores
Reino Unido
- Real Fuerza Aérea
- Marina Real

## Especificaciones
Referencia datos: British Naval Aircraft since 1912

### Características generales
- Tripulación: Dos (piloto y artillero)
- Longitud: 10,9 m (35,6 ft)
- Envergadura: 14 m (46 ft)
- Altura: 3,7 m (12,1 ft)
- Superficie alar: 29 m² (312,2 ft²)
- Peso vacío: 2776 kg (6118,3 lb)
- Peso cargado: 3606 kg (7947,6 lb)
- Planta motriz: 1× motor radial de nueve cilindros refrigerado por aire Bristol Perseus XII.
  - Potencia: 660 kW (910 HP; 897 CV)
- Hélices: Tripala de paso variable

### Rendimiento
- Velocidad máxima operativa (Vno): 359 km/h (223 MPH; 194 kt) a 3000 m (10 000 pies)
- Velocidad crucero (Vc): 217 km/h (135 MPH; 117 kt) [33]
- Alcance: 1300 km (702 nmi; 808 mi) con depósito de combustible de largo alcance de 320 l[33]
- Techo de vuelo: 5500 m (18 045 ft)
- Régimen de ascenso: 7,6 m/s (1496 ft/min)

### Armamento
- Ametralladoras: 

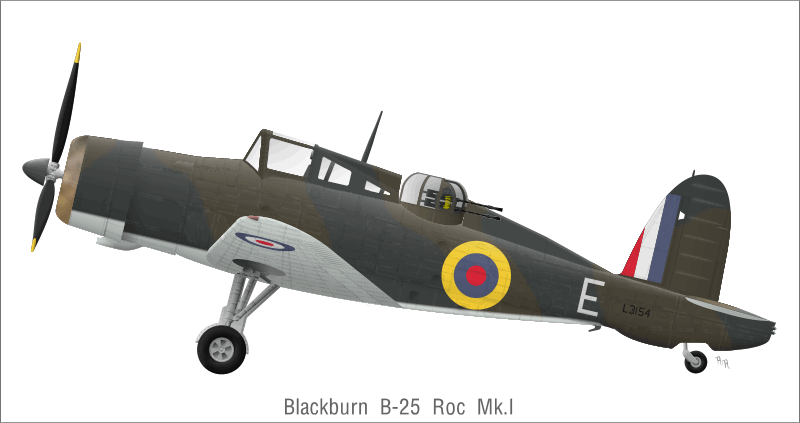
Roc Mk.I L3154, 805 Naval Air Squadron, RNAS Donibristle, 1940.

  - 4x Browning M1919 de 7,7 mm en torreta dorsal de operación asistida
- Bombas: 

  - 8 de 14 kg[34]

## Aeronaves relacionadas

### Desarrollos relacionados
- Blackburn Skua

### Aeronaves similares
- Boulton Paul Defiant
- Hawker Hotspur

### Secuencias de designación
- Secuencia B-_ (interna de Blackburn): ← B-9 - B-20 - B-24 - B-25 - B-26 - B-29 - B-37 →
- Secuencia P._ (interna de Boulton Paul): ← P.85 - P.90 - P.92 - P.93 - P.94 - P.97 - P.103 →